# Grappa

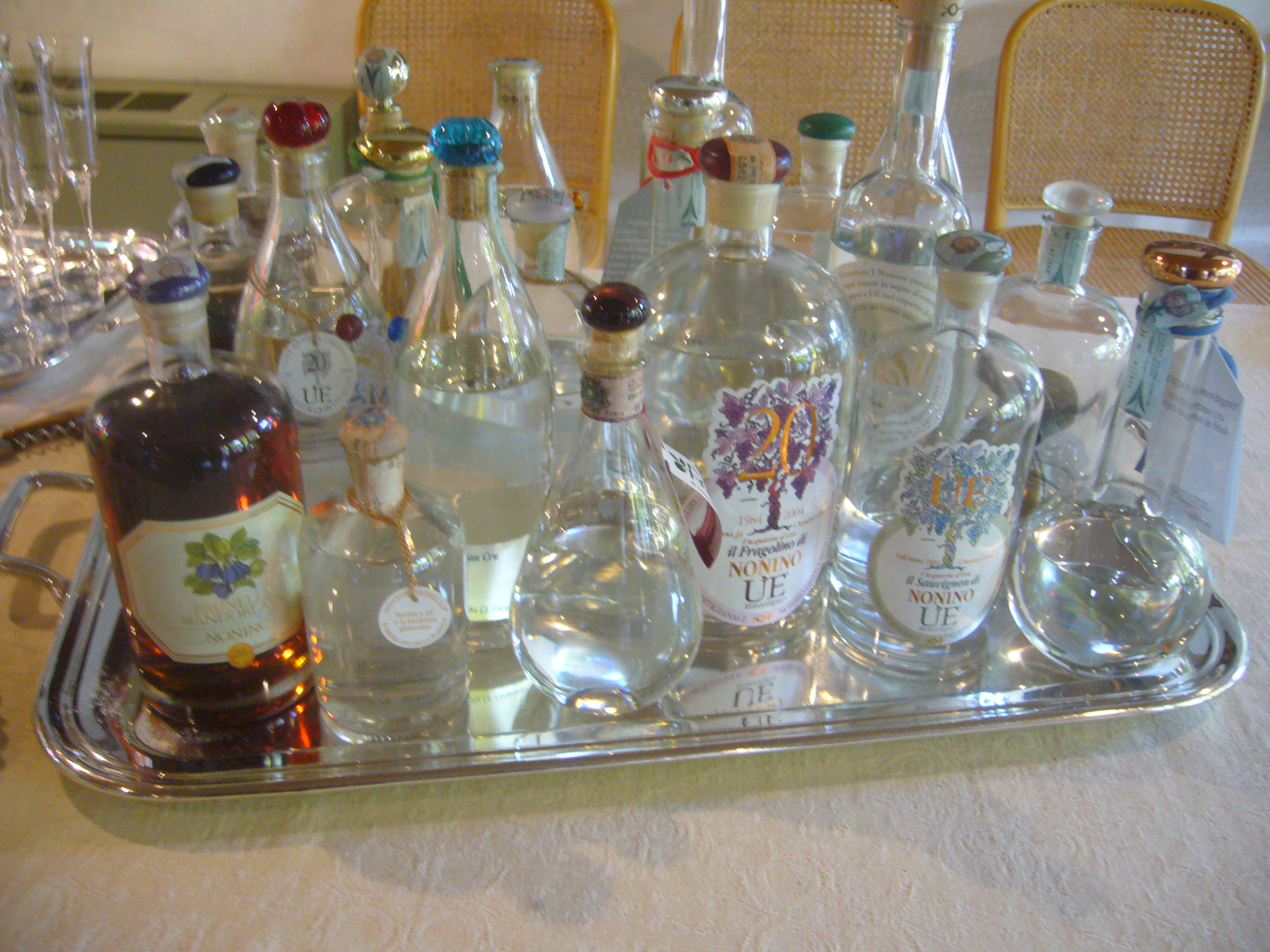
Grappabemutató

A grappa olasz törkölypárlat, alkoholtartalma általában 40-46%, de legalább 37,5%. Több változata ismeretes, néhány fajtáját tölgyfa hordóban érlelik. A borkészítés után visszamaradt szőlőtörkölyből párolt italok közül a francia Eau-de-vie de marc mellett a grappa a legismertebb. Az olasz parampampolinak a boron és az olvasztott cukron kívül alap-alkotóeleme a grappa és a kávé is. Az olasz grappa eredetvédelme nem terjed ki az Amerikai Egyesült Államokra, ahol törvény szerint a grappa megnevezés a törkölypárlatok általános elnevezése.

## Származás
Az olaszok szerint a grappa az észak-olaszországi kisvárosból, Bassano del Grappából indult világ körüli útra, és a nevét is innen eredeztetik. A grappa európai uniós eredetvédelem alatt áll és Olaszországban készülhet. A termékleírásában foglalt szabályok szerint több évszázados szakmai hagyományok alapján alakították ki. Ezerhatszázban a jezsuiták már részletes tanulmányt készítettek a párlat gyártásáról.
A világon először a 11-12. századi itáliai egyetemeken jegyeztek fel szeszfőzést, mely legelőször csak borból történt, a 14. század előtt kizárólag gyógyszerészeti céllal. A későbbi századokban a polgári, majd paraszti szeszfőzés is megjelent. A grappa lőréből, azaz törkölyborból készült elődje a 15. században tett szert szélesebb körű ismertségre, ekkor indultak útjukra az első külföldre – Németalföldre – szánt szállítmányok is. A terméketlen észak-itáliai, dél-tiroli, lombardiai területeken élő szegényparasztok számára megélhetési forrást biztosított a szeszfőzés.
A törköly volt az egyetlen olyan melléktermék, amiben a nagybirtokosok semmi fantáziát nem láttak, és nagylelkűségükről adva tanúbizonyságot parasztjaiknak adták. A parasztok vizet öntöttek a törkölyre és lőrét készítettek belőle, amit vinellónak neveztek. Ennek nagyobbik részéből szeszt főztek, míg kisebbik hányada alacsony alkoholtartalma miatt szomjoltóként szolgált a meleg, nyári napokra. A műveletet gondosan titokban tartották, nehogy a földesúr tudomást szerezzen róla.
A mai értelemben vett, közvetlenül törkölyből lepárolt grappa csak a 18-19. században jelent meg, a szabályozható kemencék, a dupla falú üstök, illetve a gőzfűtés elterjedésével.

## Készítése, előállítása

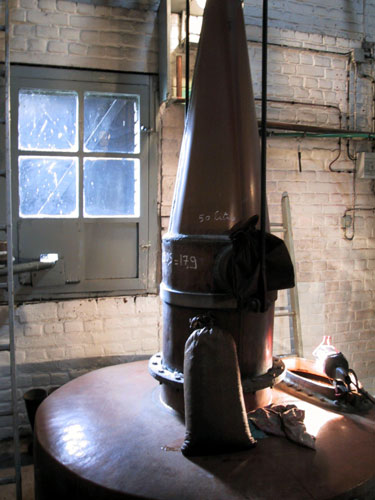
A grappa főzőüstje

A grappa csak Olaszországban termett és feldolgozott szőlő törkölyéből készülhet, melyet – részleges vagy teljes – erjesztés után lepárolnak. A tökéletes grappa készítéséhez friss, lágy törkölyre van szükség, ami nincs nagyon kipréselve, és minél hamarabb a lepárlóüzembe szállították. A kész párlat hagyományosan ízesíthető különböző fűszerek vagy gyümölcsök felhasználásával, melyeket minden esetben feltüntetnek a címkén, és kis mértékben édesíthető is.
A grappa palackozható érlelés után vagy anélkül. Ha legalább 12 hónapig érlelték fahordókban, megkaphatja a „vecchia” vagy „invecchiata” (érlelt), 18 hónap után pedig a „riserva” vagy „stravecchia” jelzőket, de időnként az érlelési időt tüntetik fel. Az érlelt grappa színe ízetlen karamell hozzáadásával is mélyíthető. A magyar törkölypálinkához hasonlóan egyaránt készülhet oszlopos vagy többszöri lepárlással.

## Érdekesség
A hatvanas években a Nonino család forradalmasította a grappák gyártását, ami azt jelentette, hogy külön szőlőfajtánként készítette a párlatokat, ezzel létrehozva a "monovitigno" kategóriát. Az ebből kialakult legnépszerűbb ízek a muskotály, a picolit, a chardonnay, a merlot, a tokay. De manapság is új ízekkel gyarapszik a grappák repertoárja, új párlatok születtek, melyek vadvirág-, akác-, és vadgesztenyemézzel készülnek. Ízük azonban nem édes, csak aromájukban fedezhetjük fel az újítást.

## Híres márkái
A rövidebben érlelteket biancának hívják, a hosszabban érlelteket invecchiatának, strevecchiának, vagy riservának nevezik. A leghíresebb grappa forgalmazók a Nonino, a Berta, a Sibona, a Nardini, a Jacopo Poli, a Brotto, a Domenis és a Bepi Tosolini.

## Fogyasztása
A grappát az egyéb égetett szeszekhez hasonlóan régebben gyógyszerként is fogyasztották. Napjainkban magában vagy éppen sör mellé is igen kedvelt. Kávéba öntve is fogyasztják és ekkor nevezik az olaszok "Caffe corretto"-nak, ami javított kávét jelent.